# Laminacauda fuegiana
Laminacauda fuegiana é uma espécie de aranhas araneomorfas da família Linyphiidae encontrada no Chile.  Esta espécie foi descrita pela primeira vez em 1901, pelo biólogo Tullgren.